# Carl Götzloff

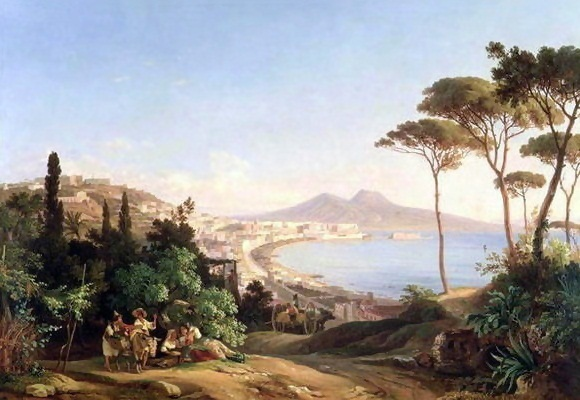
Utsikt över Neapel 1837 av Carl Götzloff.

Carl Wilhelm Götzloff, född 27 september 1799 i Dresden, död 18 januari 1866 i Neapel, var en tysk målare. Han vistades i Italien i början av 1800-talet och målade ett stort antal landskapsmålningar.